# Clifford M. Hardin
Clifford Morris Hardin (ur. 9 października 1915 w Knightstown, zm. 4 kwietnia 2010 w Lincoln) – amerykański polityk, sekretarz rolnictwa w gabinecie prezydenta Nixona.

## Życiorys
W latach 1954–1969 był kanclerzem Uniwersytetu Nebraska w Lincoln. A następnie – do 1971 – był sekretarzem rolnictwa w republikańskim gabinecie prezydenta Richarda Nixona.